# Улинъюань
Улинъюань (кит. трад. 武陵源, пиньинь Wǔlíng Yuán) — часть горной системы Улиншань, расположенная на северо-западе провинции Хунань в Китае. Объект Всемирного культурного и природного наследия ЮНЕСКО.
Площадь района составляет 369 км². В результате выветривания песчаников и известняков сформировалось около 3000 пиков и утёсов самых причудливых очертаний. Их разделяют глубокие ущелья с реками, озёрами и водопадами; имеются два природных моста и около 40 пещер. Горы служат местом обитания для ряда исчезающих видов растений и животных. Для туристов открыты 5 маршрутов, в том числе канатные дороги.
Заповедник является местом обитания ряда исчезающих видов растений и животных. Более 30 эндемичных видов флоры и фауны обитают в парке, а всего растет около 3000 редких видов растений.

Гора Пять Пальцев в национальном лесном парке Чжанцзяцзе